# Мерджимек кефтесі
Мерджимек кефтесі (тур. Mercimek köftesi) — це ситна закуска (мезе) турецької кухні з червоної сочевиці і булгура. З турецької перекладається як сочевицькі фрикадельки. Будучи одним із продуктів, що символізують важливість турецької гостинності, його часто подають на таких заходах як 5-годинний чай, та з особливих випадків. На Близькому Сході відома як сочевична кюфта. Ця страва особливо популярна в провінції Адана.
Сочевичні фрикадельки готуються з колотої червоної сочевиці разом з томатною пастою, дрібним булгуром, петрушкою, цибулею та іншими травами та спеціями. Пропорції інгредієнтів і види приправ, що використовуються, можуть різнитися в різних регіонах.
Приготування починається з варіння сочевиці у воді до пюреподібної консистенції з подальшим додаванням дрібномолотого булгуру, який набухає від рідини від звареної сочевиці, без додаткового варіння. Потім для аромату додаються цибуля, обсмажена в оливковій олії, томатна паста, спеції та зелень. Цю суміш стискається в циліндричну форму за допомогою долоні і подається із салатом та овочами. Мерджимек кефтесі також можна подавати у вигляді ролу в піті з овочами та соусом тахіні, тоді це називається сочевичним фалафелем.
Американський інститут дослідження раку (AICR) у 2015 році включив мерджимек кефтесі до списку з 7 страв кухонь з усього світу, які борються з раком. Завдяки сочевиці та булгуру, багатих на білки та харчові волокна, знижується ризик розвитку колоректального раку.